# Masters Doubles WCT 1976
Il Masters Doubles WCT 1976 è stato un torneo di tennis giocato sul sintetico indoor. È stata la 4ª edizione del Masters Doubles WCT, che fa parte del World Championship Tennis 1976. Il torneo si è giocato a Kansas City negli Stati Uniti, dal 28 aprile al 4 maggio 1976.

## Campioni

### Doppio maschile
Wojciech Fibak /  Karl Meiler hanno battuto in finale  Robert Lutz /  Stan Smith con il punteggio di 6–2, 2–6, 3–6, 6–3, 6–4